# 路德維希峰
45°55′02″N 7°51′44″E / 45.91722°N 7.86222°E

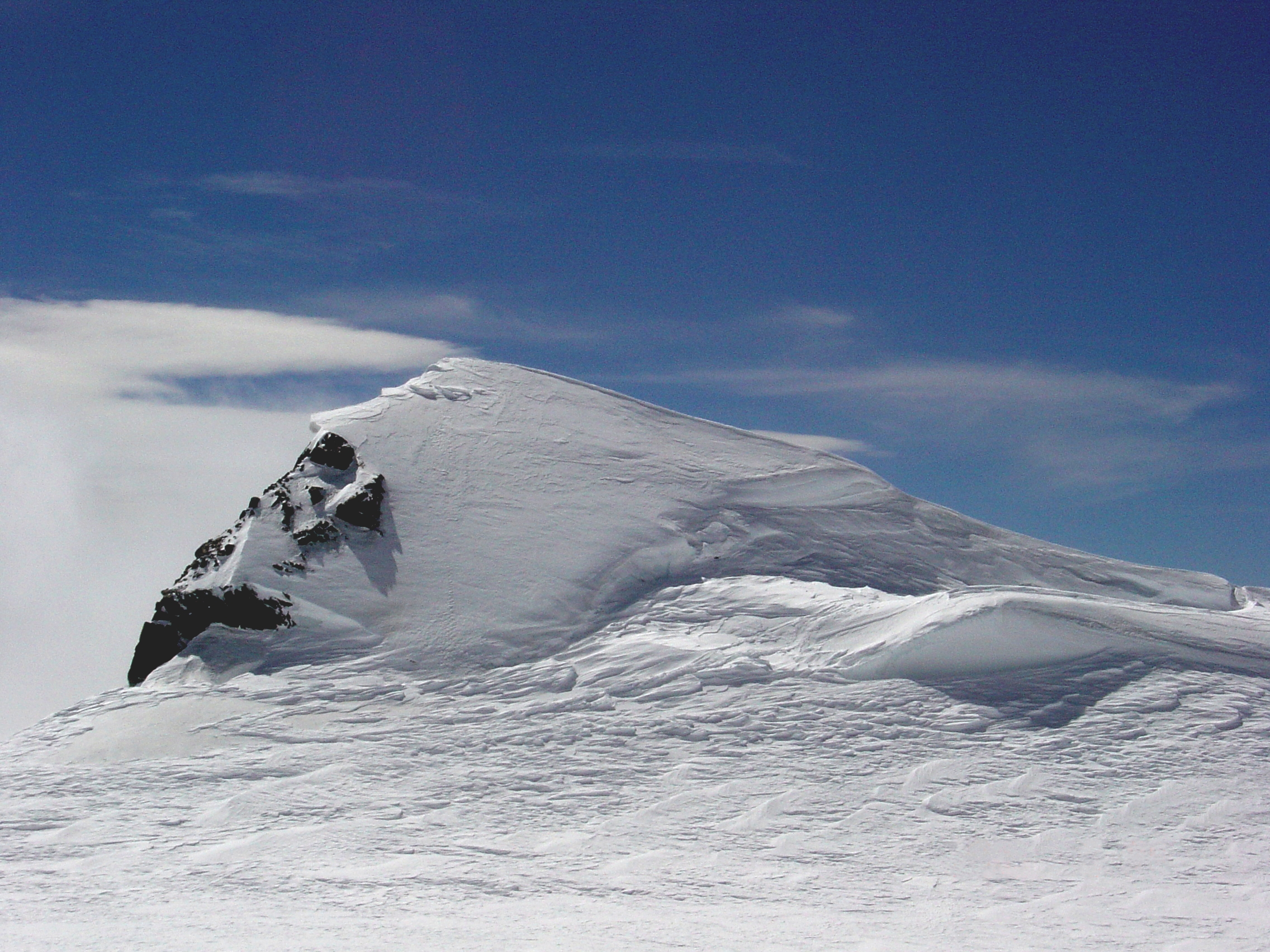

路德維希峰（義大利語：Ludwigshöhe），是歐洲的山峰，位於瑞士和意大利接壤的邊境，屬於本寧阿爾卑斯山脈的一部分，處於杜富爾峰附近，海拔高度4,341米。